# 아야미 슌카
아야미 슌카(あやみ旬果, 1993년 8월 15일~)는 일본의 AV 여배우이다. 2012년 9월 데뷔하여 AV 메이커 회사인 프레스티지(PRESTIGE)의 전속 여배우로 활동하였다.
2014년 4월 DMM 어워드 2014에서 최우수 여우상 골드를 수상하였다. 2018년 4월 S1 NO.1 STYLE 전속으로 이적하여 활동을 이어나갔다. 2018년 7월에는 대한민국을 방문하여 대한민국의 팬들과 팬미팅을 가지기도 하였다.
2019년 새해 은퇴를 선언하고 2019년 3월 은퇴하였다.